# Hamiville
Hamiville är en ort i Luxemburg.   Den ligger i distriktet Diekirch, i den nordvästra delen av landet, 50 kilometer norr om huvudstaden Luxemburg. Hamiville ligger 476 meter över havet och antalet invånare är 171.
Terrängen runt Hamiville är platt åt nordväst, men åt sydost är den kuperad.  Närmaste större samhälle är Wiltz, 8,8 kilometer söder om Hamiville. 
I omgivningarna runt Hamiville växer i huvudsak blandskog. Runt Hamiville är det ganska tätbefolkat, med 120 invånare per kvadratkilometer.